# Vodopády svatého Wolfganga
Vodopády svatého Wolfganga (řidčeji Wolfgangovy vodopády) se nacházejí 1,5 km od Vyšebrodského kláštera proti proudu Menší Vltavice. Vede kolem nich žlutá turistická značka spojující Vyšší Brod, Vyklestilku a Loučovice. Cesta kolem vodopádů je alternativní trasou spojující Vyšší Brod a Maria Rast am Stein (druhá vede východněji po zelené okolo křížové cesty).
Označení za vodopády může někdo brát jako poněkud nadnesené, ve skutečnosti se jedná po většinu času pouze o kaskádu minivodopádů na obrovských balvanech v řečišti, která nabývá na impozantnosti pouze v období silných dešťů či jarního tání, nicméně divoké a neudržované řečiště a jeho okolí poskytují zajímavé a pro řadu lidí okulibé prostředí. Pod největším z vodopádů je zbudována dřevěná lávka. Voda ve vodopádech je kyselá (pH 6,6–6,8) a studená (téměř 0 v zimě až cca 10 stupňů v nejparnějším létě). Vodopády jsou pojmenovány po svatém Wolfgangovi.
Muže se tam vyskytovat ledňáček říční.